# Animomyia increscens
Animomyia increscens är en fjärilsart som beskrevs av Dyar 1923. Animomyia increscens ingår i släktet Animomyia och familjen mätare. Inga underarter finns listade i Catalogue of Life.